# Under the Yum Yum Tree
Under the Yum Yum Tree (Brasil: Don Juan era Aprendiz ) é um filme estadunidense, de 1963, dirigido por David Swift, roteirizado pelo diretor e Lawrence Roman, música de Frank de Vol.

## Sinopse
Jovem casal, antes de se casar, decide dividir apartamento, mas não contam com as artimanhas de seu lascivo proprietário.

## Elenco
- Jack Lemmon....... Hogan
- Carol Lynley....... Robin Austin
- Dean Jones....... Dave Manning
- Edie Adams....... Dr. Irene Wilson
- Imogene Coca....... Dorkus Murphy
- Paul Lynde....... Murphy
- Robert Lansing....... Dr. Charles Howard